# Rick's Café Casablanca
Rick's Café Casablanca je restavracija, bar in kavarna v mestu Casablanca v Maroku. Lokal, odprt 1. marca 2004, je bil zasnovan tako, da v resnici poustvari prizorišče bara, ki sta ga proslavila Humphrey Bogart in Ingrid Bergman v filmski klasiki Casablanca. Je v lasti podjetja The Usual Suspects.

## Arhitektura in dekor
Rick's Café Casablanca je razvila Kathy Kriger (1946–2018), nekdanja ameriška diplomatka in trgovski ataše v Maroku. Restavracijaje v tradicionalnem maroškem velikem dvorcu z osrednjim dvoriščem (riad), zgrajenem leta 1930. Dve palmi obkrožata vhodna vrata, postavitev zemljišča pa omogoča tri fasade: značilen ulični vhod s težkimi lesenimi vrati, kot ga prikazuje film; pristaniško usmerjena fasada, ki gleda na Atlantik, in ozka slepa ulica, ki je bil nekdanji glavni vhod, zdaj pa je službeni vhod.
Zaradi starosti objekta in bližine morja je bil dvorec popolnoma obnovljen in prenovljen. Ameriški arhitekt in notranji oblikovalec Bill Willis si je zamislil dekorativne in arhitekturne podrobnosti, ki spominjajo na film: ukrivljeni loki, izklesan bar, balkoni, balustrade ter medeninasta razsvetljava s kroglicami in šablonami ter rastline, ki mečejo svetleče sence na bele stene. Obstaja avtentični klavir Pleyel iz 1930-ih in As Time Goes By je običajna zahteva hišnega pianista.
Rick's Café je tudi poln ploščic in lesenih del, ki predstavljajo maroško obrtno industrijo. Kamini so iz izrezljanega marmorja ali pobarvanega tadelakta z zapletenimi vzorci ploščic zellij, ki poudarjajo kamine in dvižna dela osrednjega stopnišča. Tadelakt v zamolklih barvah pokriva stene po vsej restavraciji, tla pa so postavljena v ročno izdelane terakota ploščice.

## Hrana
Izbor hrane v kavarni Rick's Café izkorišča maroško obilje morske hrane. Meni ponuja širok izbor rib od tradicionalne Sole meunière do John Doryja, skorjenega s črnim poprom, belim vinom in timijanom. Zrezki, foie gras, solata s kozjim sirom s svežimi figami in ameriški rak Louie so med izborom večerje. Rick's Cheesecake in Brownies sta na meniju sladic, skupaj z bolj eksotičnimi predstavitvami, ki poudarjajo lokalno sveže sadje.
Specializirani so tudi za starane morske sadeže.

## Glasba
Issam Chabaa igra klavir vsak večer od torka do nedelje, repertoar standardov, ki spominjajo na 1940-a in 1950-a, vključno s klasičnimi francoskimi, španskimi in brazilskimi pesmimi skupaj z ameriškimi priljubljenimi, kot so Summertime, The Lady is a Tramp, Blue Moon in neizogibna As Time Goes Z (večkrat na noč). Nedelja zvečer je programirana za jam session, kjer se glasbeniki, ki gredo skozi mesto, in lokalni amaterji pridružijo Issamu pri jazz improvizaciji. Med seti in pri kosilu zvočni posnetek zbranih standardov in zvokov big banda zagotavlja glasbo v ozadju.